# Jewel Cave Ranger Station
La Jewel Cave Ranger Station est une station de rangers américaine dans le comté de Custer, au Dakota du Sud. Protégée au sein du Jewel Cave National Monument, cette structure bâtie dans le style rustique du National Park Service est inscrite au Registre national des lieux historiques depuis le 5 avril 1995.